# Ji Sung
Ji Sung (Coréen : 지성), de son vrai nom Kwak Tae-geun (곽태근), né le 27 février 1977, est un acteur sud-coréen.

## Biographie

### 1995 - 1998: Jeunesse et formation
Les parents de Ji Sung, tous deux professeurs, espèrent le voir poursuivre une carrière dans l'enseignement. Alors qu'il est âgé de dix-huit ans, son père achète un magnétoscope et lui fait visionner Rain Man, tout premier film loué par la famille. Subjugué par le jeu de Dustin Hoffman, l'adolescent ambitionne désormais de devenir acteur, en dépit des réticences de son entourage.
Ji Sung décide malgré tout de poursuivre dans cette voie : il étudie le théâtre et le cinéma à l'Université privée de Hanyang.

### 1999 - 2002: Premiers pas
En 1999, Ji Sung auditionne pour la série télévisée KAIST ; il y fait la rencontre du scénariste Song Ji-na. Song perçoit le potentiel du jeune homme et lui écrit un personnage inédit. Ce rôle marque ses premiers pas en tant qu'acteur.
Sur la suggestion de son manager, il décide d'abandonner son nom (Kwak Tae-geun) au profit d'un nom de scène : il choisit alors Chae Ji-sung, puis se déleste du nom de famille « Chae » et opte tout simplement pour « Ji Sung ».
Après plusieurs rôles mineurs, il s'illustre via des personnages plus importants, notamment dans les séries télévisées Wonderful Days (2001) et Sunshine Hunting (2002) ainsi que dans la comédie romantique Whistling Princess (2002).

### 2003 - 2004: Percée auprès du grand public
Courant 2003, le casting du drama All In piétine. Les producteurs rencontrent des difficultés pour choisir le second rôle masculin principal : la plupart des acteurs refusent de se présenter, craignant la comparaison avec le comédien en tête d'affiche, la star Lee Byung-hun. Ji Sung se rend spontanément auprès du réalisateur Yoo Chul-yong et candidate pour le rôle. Sa proposition convainc et il est retenu pour incarner Choi Jung-won. All In est un grand succès et fait découvrir Ji Sung au grand public. Ce dernier est désormais considéré comme un espoir de la Hallyu.
La même année, par défi, il change néanmoins radicalement d'univers et choisit de tourner dans le drama d'époque The King's Woman, où il campe Gwanghaegun de Joseon.
Dans Save the Last Dance for Me (2004), il opte une nouvelle fois pour un autre registre : dans ce mélodrame, il incarne un riche homme d'affaires amnésique épris d'une jeune femme (jouée par Eugene) tenant une chambre d'hôtes.
Il enchaîne sur un caméo dans Beating Heart (2005) et surtout le thriller historique de Kim Dae-seung, Blood Rain (2005).

### 2005 - 2007: Service militaire et interruption temporaire
Ji Sung effectue son service militaire obligatoire à compter du 7 juin 2005 et doit interrompre toutes autres activités professionnelles. Initialement enrôlé comme simple soldat, il est ensuite muté à l'unité de promotion militaire en février 2006, où il exerce les fonctions d'« ambassadeur public des affaires militaires ». Il est démobilisé le 6 juin 2007.

### 2008 - 2014: Rôles de premier plan et célébrité
Ji Sung fait son retour en tant que personnage principal dans le drama médical à succès New Heart (2007-2008) où il est dirigé par la réalisateur Park Hong-kyun. Il incarne par la suite le bras droit sophistiqué d'un chef mafieux dans le film d'action noir Fate (2008) ; la distribution, prestigieuse, comporte Park Han-byul, Song Seung-heon et Kwon Sang-woo.
En 2009, Ji Sung collabore de nouveau avec le scénariste Choi Wan-kyu et le réalisateur Yoo Chul-yong, à l'œuvre sur All In. Il retrouve le tandem pour la série Swallow the Sun, adaptée du roman de Kang Chul-hwa. Cette historie de vengeance bénéficie d'un budget conséquent et est tournée sur l'Ile de Jeju, à Las Vegas ou encore en Afrique du Sud.
Courant 2010, il intègre la distribution du drama en costumes Kim Su-ro, The Iron King ; il incarne le rôle titre, celui de Su-ro, fondateur de la cité-état Geumgwan Gaya.
En 2011, Ji Sung joue aux côtés de Yum Jung-ah dans Royal Family, une série qui aborde les jeux de pouvoir au sein d'une famille chaebol.
La même année, il tient le rôle masculin principal dans la comédie romantique Protect the Boss. Le personnage de Cha Ji-heon s'éloigne radicalement de ses précédents personnages : un homme-enfant souffrant de crises de panique, immature et capricieux, qui mûrit et apprend à gérer l'entreprise familiale après avoir rencontré l'amour. La série est un succès à la fois public et critique ; sa prestation lui permet de décrocher plusieurs prix.
De 2012 à 2013, Ji Sung incarne un géomancien talentueux dans The Great Seer. Son personnage, fictif, apparaît comme le faiseur de rois de Yi Seong-gye (interprété par Ji Jin-hee). Le drama suit l'intrigue de ce général qui met un terme au Royaume de Goryeo pour instaurer la dynastie Joseon, dont il devient le premier roi sous le nom de Taejo.
Après avoir vu le long-métrage Love, et autres drogues, il souhaite participer à un film dépeignant les relations sentimentales de manière réaliste. Fin 2012, il concrétise cette envie en jouant dans la comédie romantique sulfureuse My P.S. Partner en compagnie de Kim Ah-joong. Quoique récalcitrant à tourner des scènes de sexe, il est séduit par le « scénario intriguant », également signé par le réalisateur Byun Sung-hyun. My P.S. Partner est un grand succès : bien que déconseillé aux moins de 19 ans, il atteint le million d'entrées en seulement dix jours et rapporte 12 376 644 $.
En 2013, Ji Sung et Hwang Jung-eum forment le duo glamour pour le mélodrame Secret Love. Il juge le scénario « frais, honnête et sophistiqué ». Il y incarne un chaebol devenu impitoyable à la suite de la mort de sa petite amie et qui, dans sa quête vengeresse, finit par s'éprendre de la femme accusée à tort du crime.
Par la suite, Ji Sung apparaît dans Confession, un film néo-noir sorti en 2014. Le long métrage, très violent, explore l'amitié de trois hommes mise à mal après la mort de la mère de l'un d'eux.

### 2015 - présent: Célébrité incontournable du petit écran sud-coréen
En 2015, il retrouve sa co-star de Secret Love, Hwang Jung-eum, dans Kill Me, Heal Me. Il y interprète un millionnaire atteint de trouble dissociatif de l'identité, doté de sept identités différentes. La série est un succès et atteint un statut culte, permettant à Ji Sung de remporter le Daesang (Grand Prix) aux MBC Drama Awards.
Le projet suivant de Ji Sung est Entertainer, où il joue le directeur rusé et égocentrique d'une société de divertissement. La série ne récolte pas le succès escompté.
Il rebondit en 2017 avec Innocent Defendant. Ce thriller juridique est un succès critique et les audiences s'avèrent excellentes. Ji Sung est acclamé dans son rôle de procureur amnésique piégé dans le couloir de la mort. Il décroche le Grand Prix aux SBS Drama Awards.
En 2018, il s'illustre dans la rom-com fantastique Familiar Wife et la comédie historique Feng Shui.

En 2019, onze ans après New Heart, il retourne au drama médical avec Doctor John.

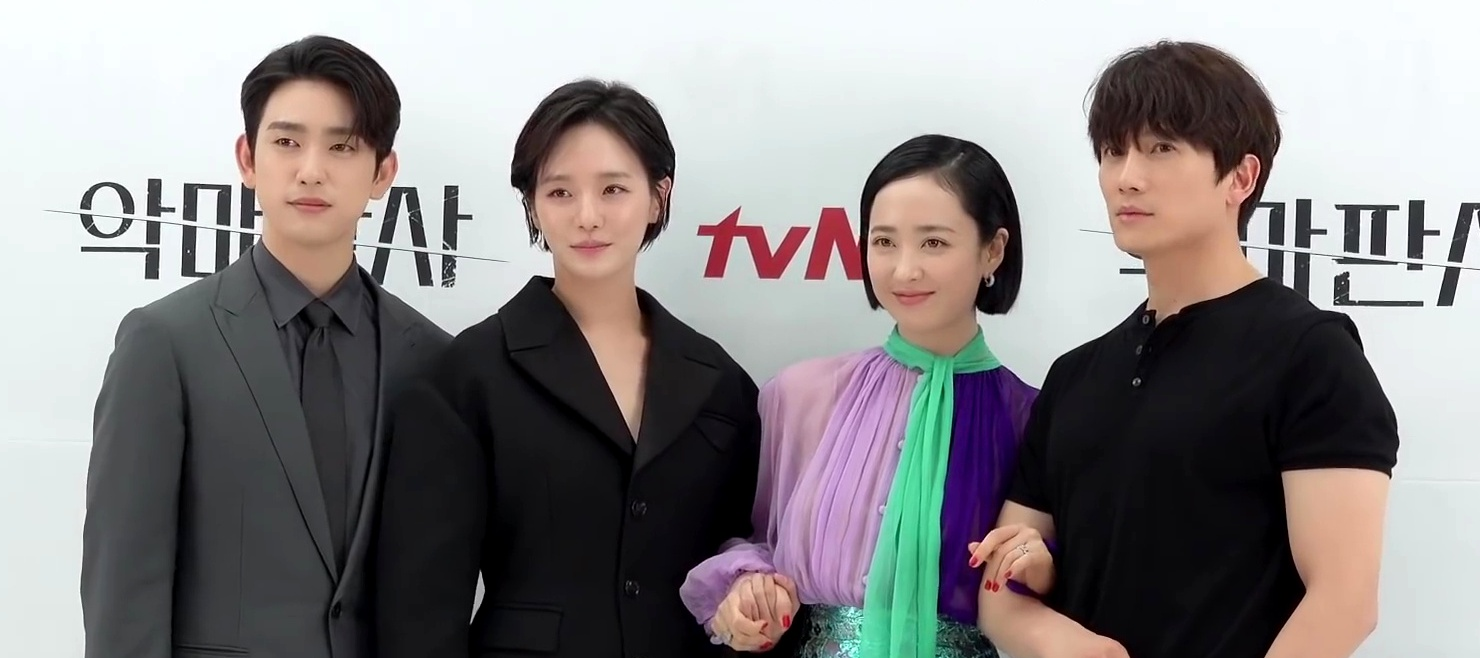
L'équipe de The Devil Judge, de gauche à droite : Park Jin-young, Park Gyu-young, Kim Min-jung et Ji Sung.

En 2021, Ji Sung tourne dans la série judiciaire dystopique The Devil Judge. Il retrouve Kim Min-jung, avec qui il avait travaillé treize ans plus tôt dans le drame New Heart. Le drama est bien reçu par les critiques et s'avère un succès.
En janvier 2022, Ji Sung tourne dans la série policière Adamas. Il y joue un double rôle, celui de frères jumeaux qui s'associent pour résoudre un meurtre survenu il y a vingt-deux ans.
Il poursuit sur sa lancée en s'illustrant dans deux autres dramas policiers, Connection (2024) et Judge Lee Han-young (2025).

## Vie privée
Ji Sung rencontre l'actrice Lee Bo-young sur le tournage de la série télévisée Save Last Dance for Me, en 2004. Ils officialisent leur relation en 2007. Le 2 août 2013, le couple annonce ses fiançailles et se marient quelques semaines plus tard, le 27 septembre.
Leur premier enfant, une fille nommée Kwak Ji-yoo, est née le 13 juin 2015. Leur second enfant, un fils baptisé Kwak Woo-sung, est né le 5 février 2019.

## Filmographie

### Cinéma

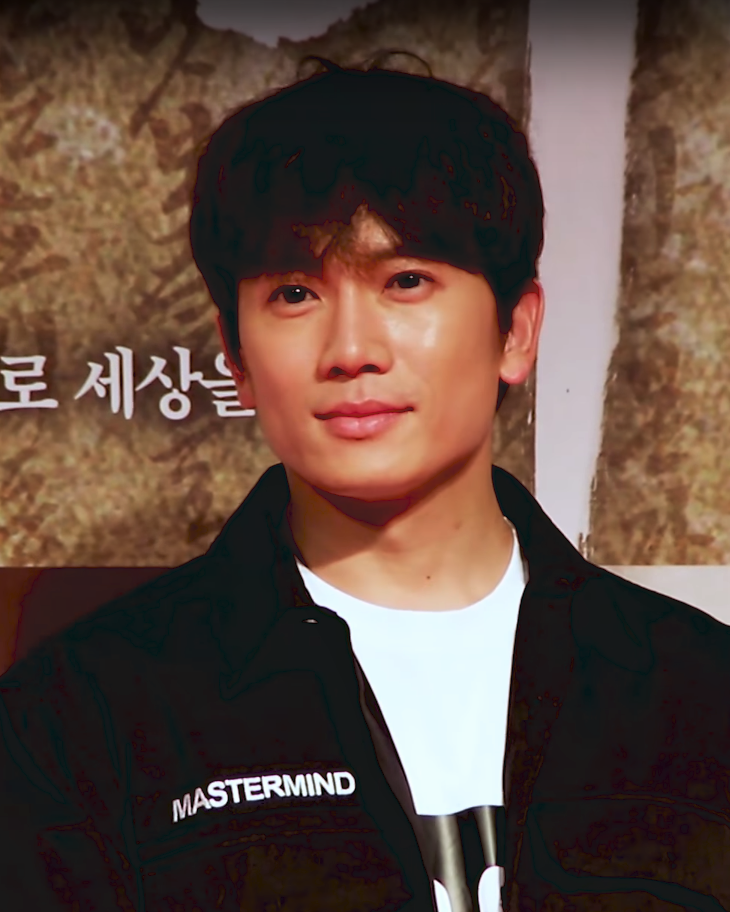
Ji Sung, en 2018.

| Année | Titre                       | Rôle                | Note          |
| ----- | --------------------------- | ------------------- | ------------- |
| 2002  | Whistling Princess          | Joon-ho             |               |
| 2004  | Le Nouvel Angyo Onshi       | Narrateur           | Animation     |
| 2005  | Blood Rain                  | Du-ho               |               |
| 2008  | Fate                        | Park Yeong-hwan     |               |
| 2012  | My P.S. Partner             | Lee Hyun-seung      |               |
| 2014  | Confession                  | Im Hyun-tae         |               |
| 2015  | The Vampire Lives Next Door | Han Chang Ho        | Court métrage |
| 2018  | Feng Shui                   | Heungseon Daewongun |               |

### Télévision

#### Dramas
| Année | Titre                      | Rôle                                                                           | Notes  |
| ----- | -------------------------- | ------------------------------------------------------------------------------ | ------ |
| 1999  | KAIST                      | Kang Dae-wook                                                                  |        |
| 1999  | March                      |                                                                                | Invité |
| 2000  | Popcorn                    |                                                                                |        |
| 2000  | I Want to Keep Seeing You  | Lee Ji-soo                                                                     |        |
| 2001  | Delicious Proposal         | Oh Joon-soo                                                                    |        |
| 2001  | Open Drama Man & Woman     | Lee Soo-hyun                                                                   |        |
| 2001  | The Rules of Marriage      | Hwang Won-soo                                                                  |        |
| 2001  | Wonderful Days             | Jang Seok-jin                                                                  |        |
| 2002  | Let's Go                   |                                                                                | Invité |
| 2002  | Sunshine Hunting           | Lee Seung-joon                                                                 |        |
| 2003  | All In                     | Choi Jung-won                                                                  |        |
| 2003  | The King's Woman           | Prince Gwanghae                                                                |        |
| 2004  | Terms of Endearment        | Noh Yoon-taek                                                                  |        |
| 2004  | Save the Last Dance for Me | Kang Hyun-woo                                                                  |        |
| 2005  | Beating Heart              | Kim Woo-jin / Kim Seok-jin                                                     | Invité |
| 2007  | New Heart                  | Lee Eun-sung                                                                   |        |
| 2009  | Swallow the Sun            | Kim Jung-woo                                                                   |        |
| 2010  | Kim Su-ro, The Iron King   | Kim Su-ro                                                                      |        |
| 2011  | Royal Family               | Han Ji-hoon                                                                    |        |
| 2011  | Protect the Boss           | Cha Ji-heon                                                                    |        |
| 2012  | The Great Seer             | Mok Ji-sang                                                                    |        |
| 2013  | Secret Love                | Jo Min-hyuk                                                                    |        |

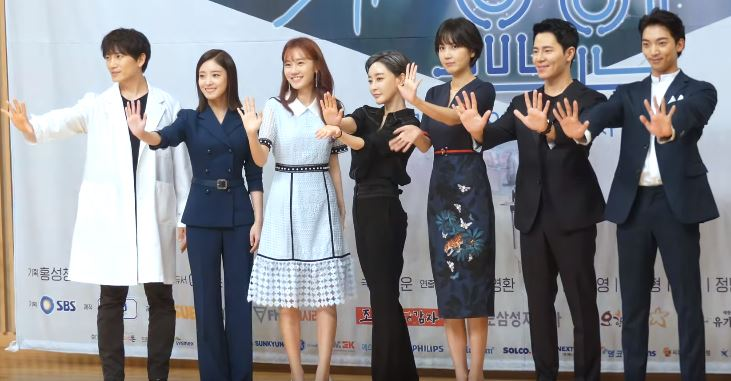
Ji Sung (à gauche) avec l'équipe de Doctor John lors de la présentation du drama en 2019.

| 2015  | Kill Me, Heal Me           | Cha Do-hyun / Shin Se-gi / Perry Park / Ahn Yo-na / Ahn Yo-seob / Nana / Mr. X |        |
| 2016  | Entertainer                | Shin Suk-ho                                                                    |        |
| 2017  | Innocent Defendant         | Park Jung-woo                                                                  |        |
| 2018  | Familiar Wife              | Cha Joo-hyuk                                                                   |        |
| 2019  | Doctor John                | Cha Yo-han / John Cha                                                          |        |
| 2021  | The Devil Judge            | Kang Yo-han                                                                    |        |
| 2022  | Adamas                     | Ha Woo-shin / Song Soo-hyun                                                    |        |
| 2024  | Connection                 | Jang Jae-kyung                                                                 |        |
| 2025  | Judge Lee Han-young        | Lee Han-young                                                                  |        |

#### Emissions télévisées
| Année | Titre                             | Notes                |
| ----- | --------------------------------- | -------------------- |
| 2002  | Live Music Camp                   | Présentateur         |
| 2004  | Music Bank                        | Présentateur         |
| 2008  | STAR N the CITY: Ji Sung in Dubai | Présentateur         |
| 2020  | Run                               | Participant régulier |

#### Apparitions dans des clips
| Année | Musique concernée                | Artiste       |
| ----- | -------------------------------- | ------------- |
| 2000  | "Leave Me Alone"                 | Lee Kang-shin |
| 2002  | "Cold"                           | Lee Ki-chan   |
| 2004  | "Black and White Photos"         | KCM           |
| 2008  | "The Practical Usage of Sadness" | Kim Bum-soo   |
| 2009  | "Trickling"                      | Wheesung      |
| 2019  | "We"                             | Baek Ji-Young |

## Récompenses et nominations
| Cérémonie                        | Année | Catégorie                                                          | Travail concerné           | Résultat   |
| -------------------------------- | ----- | ------------------------------------------------------------------ | -------------------------- | ---------- |
| APAN Star Awards                 | 2014  | Prix d'excellence, acteur dans une mini-série                      | Secret Love                | Nomination |
| APAN Star Awards                 | 2015  | Prix d'excellence, acteur dans une mini-série                      | Kill Me, Heal Me           | Nomination |
| Asia Model Awards                | 2010  | Prix de la célébrité la plus populaire                             | Ji Sung                    | Lauréat    |
| Asian TV Drama Conference        | 2015  | Prix spécial pour un acteur                                        | Kill Me, Heal Me           | Lauréat    |
| Baeksang Arts Awards             | 2015  | Meilleur acteur dans une série                                     | Kill Me, Heal Me           | Nomination |
| DramaFever Awards                | 2016  | Meilleur acteur                                                    | Kill Me, Heal Me           | Lauréat    |
| Grimae Awards                    | 2017  | Meilleur acteur                                                    | Innocent Defendant         | Lauréat    |
| Han Il Culture Awards            | 2008  | Prix de la diplomatie                                              | Ji Sung                    | Lauréat    |
| KBS Drama Awards                 | 2013  | Prix d'excellence, acteur                                          | Secret Love                | Lauréat    |
| KBS Drama Awards                 | 2013  | Prix d'excellence, acteur dans une mini-série                      | Secret Love                | Nomination |
| KBS Drama Awards                 | 2013  | Prix Netizen pour un acteur                                        | Secret Love                | Nomination |
| KBS Drama Awards                 | 2013  | Prix de l'acteur le plus populaire                                 | Secret Love                | Lauréat    |
| KBS Drama Awards                 | 2013  | Meilleur couple avec Hwang Jung-eum                                | Secret Love                | Lauréat    |
| Korea Best Dresser Swan Awards   | 2010  | Acteur le mieux habillé                                            | Ji Sung                    | Lauréat    |
| Korea Drama Awards               | 2015  | Grand Prix (Daesang)                                               | Kill Me, Heal Me           | Nomination |
| Korea PD Awards                  | 2016  | Meilleur comédien, acteur dans une série télévisée                 | Kill Me, Heal Me           | Lauréat    |
| MBC Drama Awards                 | 2001  | Meilleur acteur débutant                                           | The Rules of Marriage      | Lauréat    |
| MBC Drama Awards                 | 2008  | Prix d'excellence pour un acteur                                   | New Heart                  | Nomination |
| MBC Drama Awards                 | 2008  | Prix du Jeu d'Or, Acteur dans une mini-série                       | New Heart                  | Lauréat    |
| MBC Drama Awards                 | 2008  | Prix de l'acteur le plus populaire                                 | New Heart                  | Nomination |
| MBC Drama Awards                 | 2008  | Meilleur couple avec Kim Min-jung                                  | New Heart                  | Nomination |
| MBC Drama Awards                 | 2011  | Prix d'excellence, acteur dans une mini-série                      | Royal Family               | Nomination |
| MBC Drama Awards                 | 2011  | Prix de l'acteur le plus populaire                                 | Royal Family               | Nomination |
| MBC Drama Awards                 | 2011  | Meilleur couple avec Yum Jung-ah                                   | Royal Family               | Nomination |
| MBC Drama Awards                 | 2015  | Grand Prix (Daesang) (Déterminé d'après les votes des spectateurs) | Kill Me, Heal Me           | Lauréat    |
| MBC Drama Awards                 | 2015  | Prix d'excellence, acteur dans une mini-série                      | Kill Me, Heal Me           | Lauréat    |
| MBC Drama Awards                 | 2015  | Prix Netizen de la popularité                                      | Kill Me, Heal Me           | Nomination |
| MBC Drama Awards                 | 2015  | Meilleur couple avec Hwang Jung-eum                                | Kill Me, Heal Me           | Nomination |
| MBC Drama Awards                 | 2015  | Meilleur couple avec Park Seo-joon                                 | Kill Me, Heal Me           | Lauréat    |
| MBC Drama Awards                 | 2015  | Top 10 des célébrités                                              | Kill Me, Heal Me           | Lauréat    |
| SBS Drama Awards                 | 2001  | Meilleur acteur débutant                                           | Wonderful Days             | Lauréat    |
| SBS Drama Awards                 | 2003  | Prix d'excellence, acteur dans un Drama spécial                    | All In                     | Lauréat    |
| SBS Drama Awards                 | 2004  | Prix d'excellence pour un acteur                                   | Save the Last Dance for Me | Nomination |
| SBS Drama Awards                 | 2004  | Top 10 des célébrités                                              | Save the Last Dance for Me | Lauréat    |
| SBS Drama Awards                 | 2009  | Prix d'excellence, acteur dans un Drama spécial                    | Swallow the Sun            | Nomination |
| SBS Drama Awards                 | 2009  | Meilleur couple avec Sung Yu-ri                                    | Swallow the Sun            | Nomination |
| SBS Drama Awards                 | 2011  | Prix d'excellence, acteur dans un Drama spécial                    | Protect the Boss           | Lauréat    |
| SBS Drama Awards                 | 2011  | Top 10 des célébrités                                              | Protect the Boss           | Lauréat    |
| SBS Drama Awards                 | 2011  | Meilleur couple avec Choi Kang-hee                                 | Protect the Boss           | Lauréat    |
| SBS Drama Awards                 | 2012  | Prix d'excellence, acteur dans un Drama spécial                    | The Great Seer             | Nomination |
| SBS Drama Awards                 | 2016  | Prix d'excellence, acteur dans une comédie romantique sérielle     | Entertainer                | Nomination |
| SBS Drama Awards                 | 2017  | Grand Prize (Daesang)                                              | Innocent Defendant         | Lauréat    |
| SBS Drama Awards                 | 2017  | Prix d'excellence, acteur dans une série                           | Innocent Defendant         | Nomination |
| SBS Drama Awards                 | 2019  | Prix d'excellence, acteur dans une mini-série                      | Doctor John                | Nomination |
| SBS Drama Awards                 | 2019  | Prix des producteurs                                               | Doctor John                | Nomination |
| SBS Drama Awards                 | 2019  | Meilleur couple avec Lee Se-young                                  | Doctor John                | Nomination |
| Seoul International Drama Awards | 2015  | Meilleur acteur                                                    | Kill Me, Heal Me           | Nomination |
| Style Icon Awards                | 2011  | Style Icon pour un acteur                                          | Ji Sung                    | Lauréat    |
| The Seoul Awards                 | 2017  | Meilleur acteur pour une série                                     | Innocent Defendant         | Lauréat    |